# Salyersville
Salyersville är administrativ huvudort i Magoffin County i Kentucky. Det ursprungliga samhället kallades Prather's Fort efter en av bosättarna eller Licking Station. Postkontoret kallades först Burning Spring, sedan Licking Station. Orten bytte senare namn från Licking Station till Adamsville efter William Adams och slutligen till Salyersville efter Samuel Salyer. Enligt 2010 års folkräkning hade Salyersville 1 883 invånare.

## Kända personer från Salyersville
- Rebecca Lynn Howard, musiker